# فوميهيكو ماكي
فوميهيكو ماكي (باليابانية: 槇文彦؛ بالكانا: まき ふみひこ) هو أحد أشهر المعماريين المعاصرين. ماكي من مواليد 6 أيلول 1928 طوكيو - اليابان.

## من أعماله
- ماكوهاري ميسه

## روابط خارجية
- فوميهيكو ماكي على موقع الموسوعة البريطانية (الإنجليزية)
- فوميهيكو ماكي على موقع مونزينجر (الألمانية)